# Bohuslava Sokolová
Bohuslava Sokolová, v matrice Bohuslava Anna, (4. března 1860 Kostelec nad Orlicí – 26. prosince 1941 Praha) byla česká pedagožka, spisovatelka, překladatelka a publicistka.

## Životopis
Její rodiče byli Josef Sokol, učitel na škole v Kostelci n. O. a Františka Sokolová-Veselá (23. září 1828 – 3. října 1915). Měla tři sourozence: Vilmu Seidlovou-Sokolovou, Františka Sokola (16. listopadu 1864 Heřmanův Městec) a Karla Sokola.
Otec byl český pedagog a politik, poslanec Českého zemského sněmu a Říšské rady. Sestra byla česká pedagožka, spisovatelka, básnířka a překladatelka, bratr Karel byl český nacionalistický politik, novinář, publicista a nakladatel.
Bohuslava spolupracovala se svým otcem a bratrem. Působila jako ředitelka, učitelka, publicistka a spisovatelka, editorka spisů svého bratra Karla, překládala z ukrajinštiny a ruštiny. Přispívala do Ženských listů a denního tisku. Vystoupila z církve katolické roku 1925.
V Praze XV Podolí bydlela na adrese Fričova 208. Zemřela roku 1941 a byla pohřbena na Olšanských hřbitovech.

## Dílo

### Přednáška
- Dvě populární přednášky z cyklu ve prospěch "Minervy", spolku pro ženské studium v Praze v lednu a únoru 1891 ve velké dvoraně Měšťanské besedy; Amalie Čadová: Co s námi?; Bohuslava Sokolová: O zodpovědnosti žen v životě národním. Praha: Minerva, 1891

### Spis
- Čechům dobré vůle!: slovo k boji o národnosť českých menšin – Praha: Karel Stanislav Sokol, 1897

### Uspořádala
- Vězeňská korespondence Karla Stanislava Sokola z let 1893–1895: z dějin pokrokového hnutí – Praha: vlastním nákladem, 1929

### Přeložila
- Na dně – Ivan Franko; z maloruštiny s dovolením autorovým. Praha: Časopis českého studentstva, 1892
- Povídky – Lev Nikolajevič Tolstoj; z ruštiny. Praha: Jan Otto, 1913